# هیلتون روت
هیلتون روت (انگلیسی: Hilton Root؛ زادهٔ ۱۸ اکتبر ۱۹۵۱) یک اقتصاددان اهل ایالات متحده آمریکا است.
او عضو هیئت علمی دانشگاه جورج میسون، دانشگاه سیاست، دولت، و امور بین‌الملل است.